# Korthalsella chilensis
Korthalsella chilensis là một loài thực vật có hoa trong họ Santalaceae. Loài này được (Hook. & Arn.) Kuijt mô tả khoa học đầu tiên năm 1980.